# Graeme Randall
Graeme Randall (* 14. März 1975 in Edinburgh) ist ein ehemaliger britischer Judoka. Er war Weltmeister 1999 in Birmingham und Sieger der Commonwealth Games 2002 in Manchester.

## Sportliche Karriere
Der 1,80 m große Graeme Randall kämpfte im Halbmittelgewicht, der Gewichtsklasse bis 81 Kilogramm, bis 1997 lag das Limit bei 78 Kilogramm. 
1994 gewann er eine Bronzemedaille bei den Junioren-Weltmeisterschaften, zwei Wochen später war er Junioren-Europameister. Im Jahr darauf gewann er noch einmal Silber bei den Junioren-Europameisterschaften, im Finale verlor er gegen den Esten Aleksei Budõlin. Bei den Olympischen Spielen 1996 in Atlanta schied er nach 1:47 Minuten gegen den Israeli Oren Smadja aus.
Bei den Weltmeisterschaften 1997 in Paris unterlag er im Viertelfinale dem Nordkoreaner Kwak Ok-chol, mit Siegen in der Hoffnungsrunde über den Spanier Sergio Doménech und den Brasilianer Flávio Canto erreichte Randall den Kampf um Bronze, den er gegen Patrick Reiter aus Österreich verlor. Im Jahr darauf bei den Europameisterschaften 1998 in Oviedo unterlag er im Viertelfinale dem Ungarn Bertalan Hajtós, nach zwei Siegen in der Hoffnungsrunde verlor er im Kampf um Bronze gegen den Türken Iraklı Uznadze.
1999 gewann er im Viertelfinale der Europameisterschaften in Bratislava gegen Sergio Doménech und verlor im Halbfinale gegen den Portugiesen Nuno Delgado. Mit einem Sieg über den Litauer Robertas Rimas erkämpfte sich Randall eine Bronzemedaille. Die Weltmeisterschaften 1999 fanden in Birmingham statt. Randall bezwang zunächst den Finnen Matti Landu, den Schweizer Sergei Aschwanden und Patrick Reiter. Im Viertelfinale schlug er den Kasachen Ruslan Seilchanow und im Halbfinale Europameister Nuno Delgado. Mit einem Finalsieg über den Usbeken Farkhod Turaev war Randall Weltmeister. 
Im Jahr darauf schied Randall bei den Olympischen Spielen 2000 in Sydney in seinem zweiten Kampf gegen den Iraner Kazem Sarikhani nach 3:42 Minuten aus, nachdem er zuvor den Tunesier Abdessalem Arous in 28 Sekunden besiegt hatte. Bei den Weltmeisterschaften 2001 in München verlor Randall im Halbfinale gegen den Südkoreaner Cho In-chul und belegte den fünften Platz, nachdem er im Kampf um Bronze gegen Elkhan Rajabli aus Aserbaidschan unterlegen war. Sein letztes großes Turnier waren die Commonwealth Games 2002 in Manchester. Er gewann das Finale für Schottland gegen den Engländer Thomas Cousins.

## Ehrungen
2010 wurde Graeme Randall in die Scottish Sports Hall of Fame aufgenommen.